# 惊奇队长 (漫威漫画)
惊奇队长（英語：Captain Marvel）是漫威漫畫的數位超級英雄的稱號，第一位使用該名號的超級英雄原名迈威尔（Mar-Vell），本是克里人一舰队尉官，自身种族与地球人类似，被至高智慧（Supreme Intelligence）派去地球要破坏人类的太空工程，但自己对地球人产生了敬意，决定反过来帮助地球人。現任的惊奇队长則是卡蘿·丹佛斯。

## 電影
- 漫威電影宇宙：
  - 布麗·拉森飾演主宇宙的「驚奇隊長」卡蘿·丹佛斯[2]，安妮特·班寧飾演邁-威爾。
    - 《驚奇隊長》（2019年）
    - 《復仇者聯盟：終局之戰》（2019年）
    - 《尚氣與十環傳奇》（2021年）：片尾客串
    - 《驚奇少女》（2022年）：最終集片尾客串
    - 《驚奇隊長2》（2023年）

  - 拉沙娜·林奇飾演不同宇宙中的「驚奇隊長」瑪莉亞·藍博（英语：Maria Rambeau）[3]。
    - 《奇異博士2：失控多重宇宙》（2022年）：客串，838號宇宙中的光照會成員。
    - 《驚奇隊長2》（2023年）：片尾客串，另一個宇宙中的「驚奇隊長」，以「雙星」為代號。